# So Funk
So Funk è l'unico EP di Space One, pubblicato nel 1996.
So Funk contiene la title track So Funk, la traccia Il Guardiano del funk (rivisitata poi nell'album di Space Tutti contro tutti) e le rispettive strumentali.

## Tracce
1. So funk
2. Il guardiano del funk
3. So funk (strumentale)
4. Il guardiano del funk (strumentale)